# アリ・ソリス
ロマン・アリ・ソリス・ロペス（Román Alí Solís López, 1987年9月29日 - ）は、メキシコ・バハ・カリフォルニア州メヒカリ出身のプロ野球選手（捕手）。右投右打。メキシカンリーグのモンテレイ・サルタンズ所属。

## 経歴

### プロ入りとパドレス時代
2005年2月16日にサンディエゴ・パドレスと契約してプロ入り。
2006年に傘下のルーキー級アリゾナリーグ・パドレスでプロデビュー。17試合に出場して打率.250・6打点の成績を残した。
2007年はまずルーキー級アリゾナリーグでプレーし、27試合に出場して打率.253・14打点の成績を残した。9月にA-級ユージーン・エメラルズへ昇格して1試合に出場した。
2008年はまずA級フォートウェイン・ウィザーズでプレーし、35試合に出場したが、打率.159・2本塁打・16打点と結果を残せず、8月からA-級ユージーンでプレー。8試合に出場して打率.323・1本塁打・1打点の成績を残した。
2009年はA級フォートウェイン、A+級レイクエルシノア・ストーム、AA級サンアントニオ・ミッションズでプレー。A+級レイクエルシノアでは45試合に出場して打率.203・2本塁打・19打点・1盗塁の成績を残した。
2010年はA+級レイクエルシノア、AA級サンアントニオ、メキシカンリーグのキンタナロー・タイガースでプレー。AA級サンアントニオでは11試合に出場して打率.111だった。
2011年はAA級サンアントニオとAAA級ツーソン・パドレスでプレー。AA級サンアントニオでは73試合に出場して打率.263・6本塁打・26打点の成績を残した。
2012年はAA級サンアントニオで開幕を迎え、87試合に出場。打率.283・6本塁打・40打点・1盗塁と結果を残し、9月4日にパドレスとメジャー契約を結んでアクティブ・ロースター入りした。9月16日にコロラド・ロッキーズ戦でメジャーデビュー。7回裏にブラッド・ボックスバーガーの代打として出場したが、捕手フライに終わった。その後は代打と守備固めとして出場。この年メジャーでは5試合に出場して4打数無安打だった。

### パイレーツ傘下時代
2012年10月25日にウェイバー公示を経てピッツバーグ・パイレーツへ移籍。11月2日に40人枠を外れ、傘下のAAA級インディアナポリス・インディアンスへ降格した。
2013年はAA級アルトゥーナ・カーブとAAA級インディアナポリスでプレー。AA級では20試合に出場して打率.164だった。オフの11月5日にFAとなった。

### レイズ時代

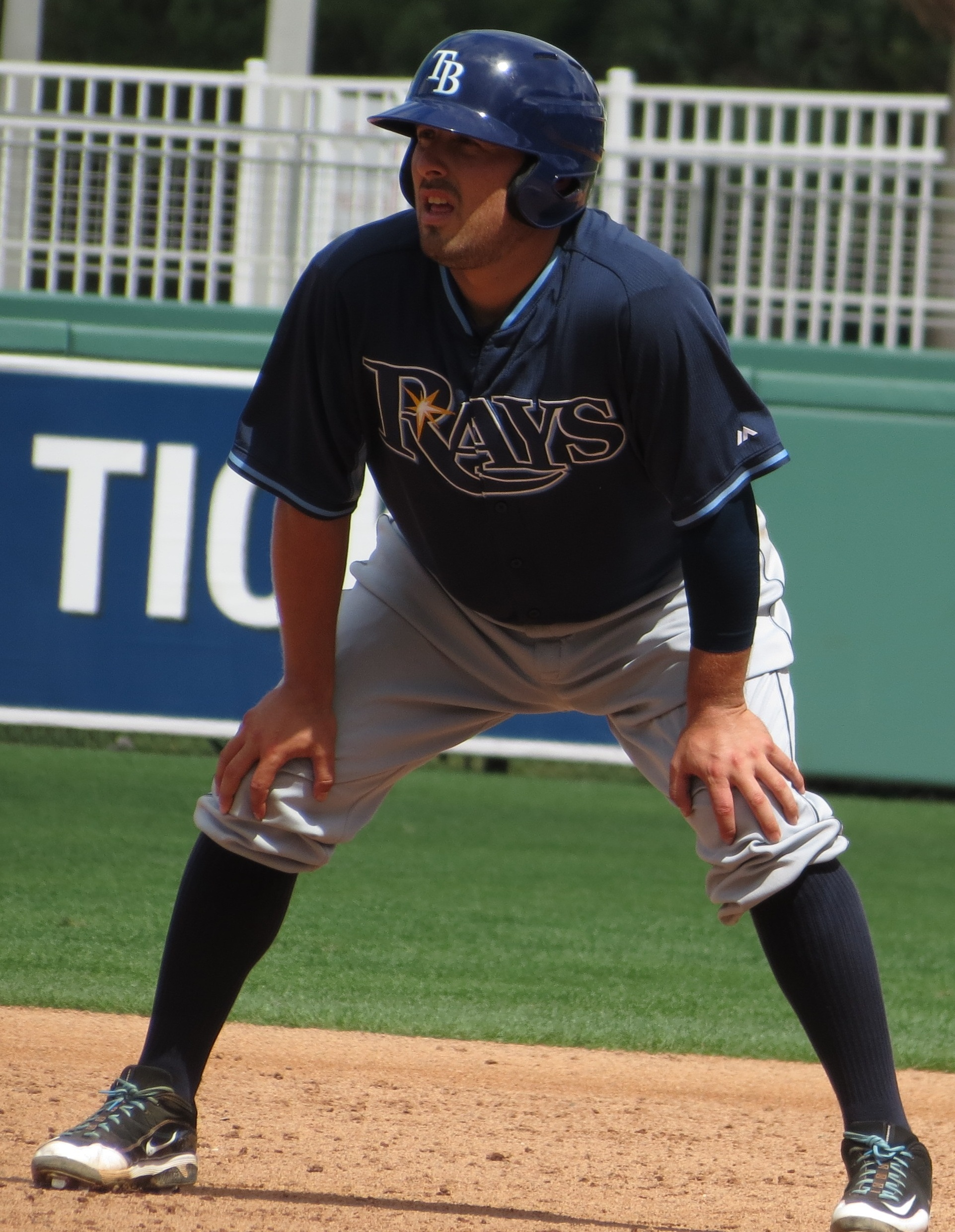
タンパベイ・レイズ時代
(2014年3月25日)

2013年11月21日にタンパベイ・レイズとマイナー契約を結んだ。
2014年はAAA級ダーラム・ブルズで開幕を迎え、開幕後は29試合に出場。打率.186・1本塁打・12打点と好成績とは言えない状態だったが、正捕手のライアン・ハニガンが離脱したため、5月27日にレイズとメジャー契約を結んだ。昇格後は8試合に出場したが、6打数無安打と結果を残せず、6月10日にAAA級ダーラムへ降格。8月31日に40人枠を外れた。オフの11月4日にFAとなった。

### ドジャース傘下時代
2015年1月9日にロサンゼルス・ドジャースとマイナー契約を結んだ。オフの11月6日にFAとなった。

### レッドソックス傘下時代
2015年12月14日にボストン・レッドソックスとマイナー契約を結んだ。2016年は傘下のAAA級ポータケット・レッドソックスに配属されたがメジャー昇格はなく、オフの11月7日にFAとなった。

### カブス傘下時代
2017年1月10日にシカゴ・カブスとマイナー契約を結び、12日にAAA級アイオワ・カブスに配属された。この年はAAA級アイオワでプレーし、58試合に出場して打率.253・3本塁打・19打点・1盗塁の成績を残した。オフの11月6日にFAとなったが、2018年1月25日にマイナー契約で再契約した。

### メキシカンリーグ時代
2018年8月7日にメキシカンリーグのモンテレイ・サルタンズに移籍した。

## 詳細情報

### 年度別打撃成績
| 年 度    | 球 団    | 試 合 | 打 席 | 打 数 | 得 点 | 安 打 | 二 塁 打 | 三 塁 打 | 本 塁 打 | 塁 打 | 打 点 | 盗 塁 | 盗 塁 死 | 犠 打 | 犠 飛 | 四 球 | 敬 遠 | 死 球 | 三 振 | 併 殺 打 | 打 率 | 出 塁 率 | 長 打 率 | O P S |
| -------- | -------- | ----- | ----- | ----- | ----- | ----- | -------- | -------- | -------- | ----- | ----- | ----- | -------- | ----- | ----- | ----- | ----- | ----- | ----- | -------- | ----- | -------- | -------- | ----- |
| 2012     | SD       | 5     | 4     | 4     | 0     | 0     | 0        | 0        | 0        | 0     | 0     | 0     | 0        | 0     | 0     | 0     | 0     | 0     | 2     | 0        | .000  | .000     | .000     | .000  |
| 2014     | TB       | 8     | 7     | 6     | 0     | 0     | 0        | 0        | 0        | 0     | 1     | 0     | 0        | 1     | 0     | 0     | 0     | 0     | 4     | 0        | .000  | .000     | .000     | .000  |
| MLB：2年 | MLB：2年 | 13    | 11    | 10    | 0     | 0     | 0        | 0        | 0        | 0     | 1     | 0     | 0        | 1     | 0     | 0     | 0     | 0     | 6     | 0        | .000  | .000     | .000     | .000  |

- 2017年度シーズン終了時

### 代表歴
- 2020年東京オリンピックの野球競技・メキシコ代表

### 背番号
- 63（2012年）
- 43（2014年）